# Liste des bourgmestres d'Amsterdam
Le bourgmestre d'Amsterdam (en néerlandais : Burgemeester van Amsterdam) dirige le pouvoir exécutif dans la commune d'Amsterdam, assisté par un collège d'échevins. Présidant le conseil municipal, il est une figure importante de la vie politique néerlandaise, dirigeant la capitale et commune la plus peuplée du pays. Bien que souvent issu d'un parti politique, le bourgmestre se doit d'être relativement impartial quant à la gestion des affaires municipales, se réservant notamment de faire ouvertement campagne. Il est également chargé de l'ordre public au côté du chef de la police municipale.
Depuis le 12 juillet 2018, Femke Halsema exerce la fonction de bourgmestre d'Amsterdam. Elle succède à l'intérimaire Jozias van Aartsen.

## Nomination
Aux Pays-Bas, le bourgmestre est nommé par arrêté royal pour un mandat de six ans. La procédure est identique dans chacune des communes néerlandaises.
Lors d'une vacance de la fonction, le conseil municipal dresse les orientations politiques que le prochain bourgmestre devra suivre tandis que les sollicitants présentent leur candidature au commissaire du Roi en Hollande-Septentrionale. Ce dernier présente les plus convaincantes au conseil municipal, qui vote pour choisir un candidat. La nomination municipale à Amsterdam est officialisée au commissaire du Roi, qui la transmet au ministre des Affaires intérieures et des Relations au sein du Royaume, lui-même la présentant en conseil des ministres. Cette formalité est la dernière étape avant la signature du monarque.
Le temps de la vacance, l'un des échevins désigné auparavant, portant le titre d'eerste loco-burgemeester (premier vice-bourgmestre), assure l'intérim. Si le commissaire du Roi estime que l'intérim durera plusieurs mois, il installe un waarnemend burgemeester (bourgmestre intérimaire), qui expédie les affaires courantes.
Le bourgmestre peut être révoqué avant la fin de son mandat par une motion de censure, adoptée à la majorité du conseil municipal.

## Liste des bourgmestres
Ci-dessous une liste des bourgmestres d'Amsterdam, les temps avant l'établissement de la République batave en 1795 n'étant pas couverts. La première trace écrite mentionnant un bourgmestre à Amsterdam le fait en la personne de Godevaert Wormbouts en 1343.
| Identité | Identité | Mandat      | Mandat      | Affiliation          | Commentaire |
| --- | -------- | ----------- | ----------- | -------------------- | --- |
| République batave |          |             |             |                      | |
| La fonction de bourgmestre est exercée par un seul homme à la fois de 1795 à 1813. Avant cette période, plusieurs hommes exercent la fonction simultanément.               |          |             |             |                      | |
| Carel Wouter Visscher |          | 1795        | 1802        | Patriote             | Pensionnaire, opposant à la peine de mort. Mandat de quatre ans renouvelé en 1799, décède en fonction. |
| Une incertitude réside dans les dates des mandats de 1802 à 1808. Hendrik Nobbe, Arnoldus Musquetier et Eduard van der Sluis se succèdent, ce dernier à titre intérimaire. |          |             |             |                      | |
| Royaume de Hollande |          |             |             |                      | |
| Jean Wolters van de Poll |          | 1808        | 1810        |                      | Nommé par Louis Bonaparte. Directeur de la Société du Suriname (1785-1791). |
| Premier Empire |          |             |             |                      | |
| Willem Joseph van Brienen van de Groote Lindt |          | 1811        | 1813        |                      | Proche de Napoléon Ier, fait baron de l'Empire en 1811 et commandeur de la Légion d'honneur en 1812. |
| Entre 1813 et 1824, plusieurs personnes exercent la fonction de bourgmestre simultanément.                                                                                 |          |             |             |                      | |
| Pieter Alexander van Boetzelaer |          | 1813        | 1824        |                      | Juriste. Fait chevalier de Hollande en 1814 par Guillaume Ier. |
| Jan Brouwer Joachimszoon |          | 1813        | 1821        |                      | Marchand. |
| David Willem Elias |          | 1813        | 1828        | Conservateur         | Pensionnaire, exerce la fonction seul de 1824 à 1828. Nommé curateur de l'Athenaeum Illustre en 1815. |
| Paul Iwan Hogguer |          | 1814        | 1816        |                      | Banquier. |
| Royaume uni des Pays-Bas |          |             |             |                      | |
| Gerrit Blaauw |          | 1816        | 1824        |                      | |
| Andries Adolf Deutz van Assendelft |          | 1821        | 1824        |                      | Membre de l'Assemblée des notables (1814). Fait chevalier de Hollande en 1814 par Guillaume Ier et chevalier de l'ordre du Lion néerlandais en 1815. |
| Depuis 1824, la fonction de bourgmestre est exercée par une seule personne à la fois.                                                                                      |          |             |             |                      | |
| Frederik van de Poll |          | 1828        | 1836        | Conservateur         | Gouverneur de la province d'Utrecht (1840-1850). |
| Willem Daniël Cramer |          | 1836        | 1842        |                      | Avocat. |
| Royaume des Pays-Bas |          |             |             |                      | |
| Pieter Huidekoper |          | 1842        | 1849        |                      | |
| Gerlach Cornelis Joannes van Reenen |          | 1850        | 1853        | Conservateur         | |
| Hendrik Provó Kluit |          | 1853        | 1853        | Libéral              | |
| Johannes van Iddekinge |          | 1854        | 1854        |                      | Waarnemend burgemeester. |
| Cornelis Hendrik Boudewijn Boot |          | 1855        | 1858        | Conservateur-libéral | |
| Jan Messchert van Vollenhoven |          | 1858        | 1866        | Conservateur         | |
| Cornelis Fock |          | 1866        | 1868        | Libéral              | Ministre des Affaires intérieures (1868-1871) sous Pieter Philip van Bosse. Commissaire du Roi en Hollande-Méridionale (1871-1900). |
| Cornelis den Tex |          | 1868        | 1880        | Libéral              | |
| Gijsbert van Tienhoven |          | 1880        | 1891        | Libéral              | Président du Conseil des ministres et ministre des Affaires étrangères (1891-1894). Commissaire de la Reine en Hollande-Septentrionale (1897-1911). |
| Sjoerd Vening Meinesz |          | 1891        | 1901        | Libéral              | Bourgmestre de Rotterdam (1881-1891). |
| Wilhelmus Frederik van Leeuwen |          | 1901        | 1910        | Libéral              | Commissaire de la Reine en Hollande-Septentrionale (1911-1914). Vice-président du Conseil d'État (1914-1928). |
| Antonie Röell |          | 1910        | 1915        | Libéral              | Bourgmestre de Leeuwarden (1898-1904). Bourgmestre d'Arnhem (1904-1910). Commissaire de la Reine en Hollande-Septentrionale (1915-1940). |
| Jan Willem Tellegen |          | 1915        | 1921        | VDB (en)             | |
| Willem de Vlugt |          | 1921        | 1941        | ARP                  | Accueille les Jeux olympiques d'été de 1928 à Amsterdam. En dépit de son maintien après l'invasion allemande en 1940, les occupants renvoient le personnel dirigeant de la municipalité et nomment des sympathisants après la grève de février 1941.                                                                                             |
| Occupation allemande |          |             |             |                      | |
| Edward Voûte |          | 1941        | 1945        | Libéral              | Bien que ne faisant pas partie du mouvement national-socialiste (NSB), il collabore avec l'occupant allemand, tout en rendant moins rigides certaines directives. Il en est puni par la suite par trois ans et demi de prison. |
| Royaume des Pays-Bas |          |             |             |                      | |
| Feike de Boer |          | 1945        | 1946        | LSP                  | Intérimaire. Entrepreneur, figure de la Résistance néerlandaise. Nouvelle devise municipale en son honneur : Heldhaftig, Vastberaden, Barmhartig (« héroïque, déterminée, miséricordieuse »). |
| Arnold Jan d'Ailly |          | 1946        | 1956        | PvdA                 | Proche de la reine Juliana. Démet deux échevins du Parti communiste des Pays-Bas (CPN) de leurs fonctions en 1948, causant des tensions au conseil municipal. |
| Gijs van Hall |          | 1957        | 1967        | PvdA                 | Banquier, financier de la Résistance néerlandaise au côté de son frère Walraven van Hall exécuté par l'occupant allemand en 1945. |
| P.J. Koets |          | 1967        | 1967        | PvdA                 | Intérimaire. |
| Ivo Samkalden |          | 1967        | 1977        | PvdA                 | Ministre de la Justice (1956-1958 et 1965-1966) sous Willem Drees et Jo Cals. Ministre des Affaires intérieures (1966) sous Jo Cals. |
| Louis Kuijpers |          | 1977        | 1977        | PvdA                 | Intérimaire. |
| Wim Polak |          | 1977        | 1983        | PvdA                 | Secrétaire d'État aux Affaires intérieures (1973-1977) sous Joop den Uyl. Bourgmestre pendant les émeutes du couronnement (1980). |
| Enneüs Heerma |          | 1983        | 1983        | CDA                  | Intérimaire. Secrétaire d'État au Commerce extérieur (1986) et au Logement, à l'Aménagement du territoire et l'Environnement (1986-1994) sous Ruud Lubbers. |
| Ed van Thijn |          | 1983        | 1994        | PvdA                 | Ministre des Affaires intérieures (1981-1982 et 1994) sous Dries van Agt et Ruud Lubbers. |
| Frank de Grave |          | 1994        | 1994        | VVD                  | Intérimaire. Secrétaire d'État aux Affaires sociales et à l'Emploi (1996-1998) et ministre de la Défense (1998-2002) sous Wim Kok. |
| Schelto Patijn |          | 1994        | 2001        | PvdA                 | Commissaire de la Reine en Hollande-Méridionale (1984-1994). |
| Guusje ter Horst |          | 2001        | 2001        | PvdA                 | Intérimaire. Bourgmestre de Nimègue (2001-2007). Ministre des Affaires intérieures et des Relations au sein du Royaume (2007-2010) sous Jan Peter Balkenende. |
| Job Cohen |          | 2001        | 2010        | PvdA                 | Secrétaire d'État à l'Éducation et aux Sciences (1993-1994) sous Ruud Lubbers. Secrétaire d'État à la Justice (1998-2011) sous Wim Kok. Chef politique du Parti travailliste (2010-2012). |
| Lodewijk Asscher |          | 2010        | 2010        | PvdA                 | Intérimaire. Vice-Premier ministre et ministre des Affaires sociales et de l'Emploi (2012-2017) sous Mark Rutte. Chef politique du Parti travailliste (2016-2021). |
| Eberhard van der Laan |          | 2010        | 2017        | PvdA                 | Ministre du Logement, des Quartiers et de l'Intégration (2008-2010) sous Jan Peter Balkenende. Décède en cours de mandat. |
| Kajsa Ollongren |          | 2017        | 2017        | D66                  | Intérimaire. Vice-Première ministre (2017-2019 et 2020-2022), ministre des Affaires intérieures et des Relations au sein du Royaume (2017-2019 et 2020-2022) et ministre de la Défense (depuis 2022) sous Mark Rutte. |
| Eric van der Burg |          | 2017        | 2017        | VVD                  | Intérimaire. Secrétaire d'État à la Justice et à la Sécurité (depuis 2022) sous Mark Rutte. |
| Jozias van Aartsen |          | 2017        | 2018        | VVD                  | Waarnemend burgemeester. Ministre de l'Agriculture, de la Protection de la nature et de la Pêche (1994-1998) et ministre des Affaires étrangères (1998-2002) sous Wim Kok. Chef politique du Parti populaire pour la liberté et la démocratie (2004-2006). Bourgmestre de La Haye (2008-2017). Commissaire du Roi intérimaire en Drenthe (2017). |
| Femke Halsema |          | Depuis 2018 | Depuis 2018 | GL                   | Chef politique de la Gauche verte (2002-2010). |